# Jorge Gudiño
Jorge Gudiño, né le 2 juin 1920, à Mexico, au Mexique, est un ancien joueur mexicain de basket-ball.